# جورج أنديرس
جورج أنديرس (بالإنجليزية: George Anders)‏ هو صحفي أمريكي، ولد في 1957.